# Europaparlamentets utskott för konstitutionella frågor
Europaparlamentets utskott för konstitutionella frågor (franska: La commission des affaires constitutionnelles, AFCO) är ett av Europaparlamentets 20 ständiga utskott för att bereda ärenden i parlamentet. 
Utskottets nuvarande ordförande, vald den 10 juli 2019, är den italienske Europaparlamentsledamoten Antonio Tajani (EPP).

## Presidium
| Namn              | Funktion i utskottet | Land      | Grupp | Bild |
| ----------------- | -------------------- | --------- | ----- | ---- |
| Antonio Tajani    | Ordförande           | Italien   | EPP   |      |
| Gabriele Bischoff | Viceordförande       | Tyskland  | S&D   |      |
| Charles Goerens   | Viceordförande       | Luxemburg | RE    |      |
| Giuliano Pisapia  | Viceordförande       | Italien   | S&D   |      |
|                   | Viceordförande       |           |       |      |